# Чемпіонат Європи з футболу 2016 (кваліфікаційний раунд, плей-оф)
Збірні, які потраплять до Плей-оф кваліфікаційного раунду Чемпіонату Європи з футболу 2016, будуть, як і завжди, грати по два матчі — вдома і в гостях. Чотири переможці раунду плей-оф проходять до фінальної частини Євро-2016. Плей-оф є другим етапом кваліфікації до турніру.

## Рейтинг команд, що посіли треті місця
До плей-оф за місце у фінальній частині чемпіонату Євро-2016 потрапили збірні, які посіли треті місця в своїх групах. Збірна, яка мала найкращий результат після кваліфікаційного раунду, кваліфікувалась напряму. Решта вісім збірних, після проведення жеребкування (і розбиття на пари команд), проведе зустрічі, які визначать чотирьох переможців. Таким чином, з третіх місць у групах до фінальної частини виходить п'ять збірних.
Усі групи кваліфікаційного раунду, крім групи I, складаються з шести команд (група I — п'ять збірних). Тому під час підрахунку рейтингу команд, що посіли треті місця у групах A-H, не враховуються матчі з командою, що посіла останнє місце у групі.
| М  | Команда                        | І | В | Н | П | МЗ | МП | РМ | О  |
| -- | ------------------------------ | - | - | - | - | -- | -- | -- | -- |
| 1. | Туреччина (група A)            | 8 | 5 | 1 | 2 | 12 | 7  | +5 | 16 |
| 2. | Угорщина (група F)             | 8 | 4 | 3 | 1 | 8  | 5  | +3 | 15 |
| 3. | Україна (група C)              | 8 | 4 | 1 | 3 | 11 | 4  | +7 | 13 |
| 4. | Норвегія (група H)             | 8 | 4 | 1 | 3 | 8  | 10 | −2 | 13 |
| 5. | Данія (група I)                | 8 | 3 | 3 | 2 | 8  | 5  | +3 | 12 |
| 6. | Швеція (група G)               | 8 | 3 | 3 | 2 | 11 | 9  | +2 | 12 |
| 7. | Ірландія (група D)             | 8 | 3 | 3 | 2 | 8  | 7  | +1 | 12 |
| 8. | Боснія і Герцеговина (група B) | 8 | 3 | 2 | 3 | 11 | 12 | −1 | 11 |
| 9. | Словенія (група E)             | 8 | 3 | 1 | 4 | 10 | 11 | −1 | 10 |

Розподіл на кошики перед жеребкуванням плей-оф відбору:
| Кошик   | Місце                | Збірна | Коефіцієнт |
| ------- | -------------------- | ------ | ---------- |
| Кошик 1 |                      |        |            |
| 1       | Боснія і Герцеговина | 30,367 |            |
| 2       | Україна              | 30,313 |            |
| 3       | Швеція               | 29,028 |            |
| 4       | Угорщина             | 27,142 |            |
| Кошик 2 |                      |        |            |
| 5       | Данія                | 27,140 |            |
| 6       | Ірландія             | 26,902 |            |
| 7       | Норвегія             | 26,439 |            |
| 8       | Словенія             | 25,441 |            |

## Регламент плей-оф
Команда, яка забиває більше м'ячів у двох поєдинках плей-оф, потрапляє до наступної стадії. Якщо обидва суперники відзначаються рівною кількістю м'ячів, далі проходить той, хто має кращу результативність на виїзді. За рівності й цього показника проводяться овертайм і серія післяматчевих пенальті.

## Матчі
| Команда 1            | Заг. | Команда 2 | 1-й матч | 2-й матч |
| -------------------- | ---- | --------- | -------- | -------- |
| Україна              | 3:1  | Словенія  | 2:0      | 1:1      |
| Швеція               | 4:3  | Данія     | 2:1      | 2:2      |
| Боснія і Герцеговина | 1:3  | Ірландія  | 1:1      | 0:2      |
| Норвегія             | 1:3  | Угорщина  | 0:1      | 1:2      |

### Перші зустрічі
| 12 листопада 2015 21:45 (20:45 UTC+1) |

| Норвегія | 0 – 1           | Угорщина         |
| -------- | --------------- | ---------------- |
|          | Протокол(англ.) | Кляйнгайслер 26' |

| Уллевол, Осло Глядачів: 27 182 Арбітр: Марк Клаттенбург (Англія) |

| 13 листопада 2015 21:45 (20:45 UTC+1) |

| Боснія і Герцеговина | 1 – 1           | Ірландія  |
| -------------------- | --------------- | --------- |
| Джеко 85'            | Протокол(англ.) | Бреді 82' |

| Биліно Поле, Зениця Глядачів: 12 000 Арбітр: Фелікс Брих (Німеччина) |

| 14 листопада 2015 19:00 (19:00 UTC+2) |

| Україна                     | 2 – 0           | Словенія |
| --------------------------- | --------------- | -------- |
| Ярмоленко 23' Селезньов 54' | Протокол(англ.) |          |

| Арена Львів, Львів Глядачів: 32 592 Арбітр: Юнас Ерікссон (Швеція) |

| 14 листопада 2015 21:45 (20:45 UTC+1) |

| Швеція                              | 2 – 1           | Данія         |
| ----------------------------------- | --------------- | ------------- |
| Форсберг 45' Ібрагімович 50' (пен.) | Протокол(англ.) | Йоргенсен 80' |

| Френдз Арена, Сульна Глядачів: 49 053 Арбітр: Нікола Ріццолі (Італія) |

### Матчі-відповіді
| 15 листопада 2015 21:45 (20:45 UTC+1) |

| Угорщина                       | 2 – 1           | Норвегія      |
| ------------------------------ | --------------- | ------------- |
| Прішкін 14' Генріксен 83' (аг) | Протокол(англ.) | Генріксен 87' |

| Групама Арена, Будапешт Глядачів: 22 189 Арбітр: Карлос Веласко Карбальйо (Іспанія) |

Угорщина перемогла 3–1 за сумою двох матчів та кваліфікувалась на Чемпіонат Європи 2016
| 16 листопада 2015 21:45 (19:45 UTC+0) |

| Ірландія                | 2 – 0           | Боснія і Герцеговина |
| ----------------------- | --------------- | -------------------- |
| Волтерс 24' (пен.), 70' | Протокол(англ.) |                      |

| Авіва, Дублін Глядачів: 50 500 Арбітр: Бйорн Кейперс (Нідерланди) |

Ірландія перемогла 3–1 за сумою двох матчів та кваліфікувалась на Чемпіонат Європи 2016
| 17 листопада 2015 21:45 (20:45 UTC+1) |

| Словенія  | 1 – 1           | Україна         |
| --------- | --------------- | --------------- |
| Цесар 11' | Протокол(англ.) | Ярмоленко 90+7' |

| Людські врт, Марибор Глядачів: 12 702 Арбітр: Джюнейт Чакир (Туреччина) |

Україна перемогла 3–1 за сумою двох матчів та кваліфікувалась на Чемпіонат Європи 2016
| 17 листопада 2015 21:45 (20:45 UTC+1) |

| Данія                            | 2 – 2           | Швеція               |
| -------------------------------- | --------------- | -------------------- |
| Ю. Поульсен 81' Вестергорд 90+1' | Протокол(англ.) | Ібрагімович 19', 76' |

| Паркен, Копенгаген Глядачів: 36 051 Арбітр: Мартін Аткінсон (Англія) |

Швеція перемогла 4–3 за сумою двох матчів та кваліфікувалась на Чемпіонат Європи 2016

## Бомбардири
3 голи
- Златан Ібрагімович

2 голи
- Джонатан Волтерс
- Андрій Ярмоленко